# 織田刑部大輔
織田 刑部大輔（おだ ぎょうぶのたいふ、生没年不詳）は、戦国時代の武将。

## 略歴
各種の『織田系図』などでは、刑部大輔は織田信次の子で、中川重政・津田盛月・木下雅楽助の父と記載されている。しかし、織田信次は織田信秀の弟であり、信秀の子の織田信長と津田盛月は同じ年に生まれていることから、世代的には無理がある。信次の子ということが誤伝であることが考えられ、さらに谷口克広は架空の人物である可能性も指摘している。
黒田基樹は、刑部大輔の出自は不明だが織田氏の一族であることは確かとし、織田信秀や信次と同世代の人物としている。